# Wilsverklaring
Wilsverklaring of verklaring van de wil is een begrip uit de rechtswetenschap waarmee het kenbaar maken van de (daadwerkelijke) wil van een persoon voor de buitenwereld wordt aangeduid. In Nederland wordt het begrip vaak gebruikt in de gezondheidszorg voor de wensen van een persoon omtrent medisch handelen bij het levenseinde of een levensbedreigende aandoening.
Hoewel het woord wilsverklaring sterk lijkt op het woord wilsbeschikking hebben deze twee begrippen een andere betekenis. Uiterste wilsbeschikking is een rechtsfiguur uit het Nederlands erfrecht. Het staat voor een bepaling in een testament of codicil waarmee eigen regels kunnen worden gegeven voor overdracht en afwikkeling van de nalatenschap bij overlijden in afwijking van de algemeen geldende regels uit het erfrecht. Het Nederlands erfrecht kent ook nog het begrip uiterste wil, dat is de akte waarin de uiterste wilsbeschikking of de herroeping ervan moeten worden vastgehouden. Een wilsbeschikking in het Belgisch recht is het document waarin de uitvaartwensen zijn vastgelegd. De wil van erflater is in het Belgisch erfrecht de juridische term voor wat in het spraakgebruik testament heet.

## Wilsverklaring algemeen
In de rechtswetenschap duidt men met wilsverklaring (Latijn voluntatis declaratio) de eenzijdige wilsuiting aan, die door een (natuurlijke of rechts-) persoon gericht is op het tot stand brengen van gewilde rechtsgevolgen. Een wilsverklaring wordt door de verklaarder afgelegd met de bedoeling om een rechtsverhouding of verbintenis aan te gaan tegenover de ontvanger (de geadresseerde of wederpartij) die niet bij de wilsverklaring betrokken was. De verklaring kan ook zijn gericht aan "een ieder die het betreft". De wilsverklaring vormt de voorwaarde van de rechtshandeling, omdat de rechtshandeling ook vrijwel altijd deels materiële daad is.
In het overeenkomstenrecht is een basisbeginsel dat voor het sluiten van een rechtsgeldige overeenkomst een op een bepaalde handeling of rechtsgevolg gerichte wil nodig is. Daarbij moet de wil die is geuit, de wilsverklaring, overeenstemmen met de daadwerkelijke wil van een persoon. Er mag geen sprake zijn van beïnvloeding door derden, iemand onder druk zetten of iemand onder valse voorwendselen of door een valse voorstelling van zaken ergens toe brengen. In deze gevallen is dat wat een persoon uit, niet hetzelfde als wat een persoon zelf wil.
Hierover bijvoorbeeld het Nederlands burgerlijk wetboek:
- Art. 3:33: Een rechtshandeling vereist een op een rechtsgevolg gerichte wil die zich door een verklaring heeft geopenbaard.

De wilsverklaring kan op verschillende manieren plaatsvinden: in geschrift, in gebaar, in woorden, door stilzwijgende toestemming, enz. Als er een misverstand blijkt te zijn over wat elk van de contractspartijen wilde, dient de werkelijke wil als leidraad te worden genomen, mits deze bewezen kan worden.

### Preambule of considerans
Om deze reden gaat aan een overeenkomst of internationaal verdrag vaak een zogenaamde preambule of considerans vooraf, waarin partijen kort hun beweegredenen tot, of doelstelling van het aangaan van de overeenkomst beschrijven. Bij onduidelijkheden over een bepaling in de overeenkomst wordt deze in eerste instantie uitgelegd naar hetgeen in de preambule staat. In testamenten die bewaard zijn gebleven uit de middeleeuwen komt voorafgaand aan de wensen altijd een zin voor over de uitdrukkelijke wil bij leven een regeling op te stellen die werking heeft na overlijden. De opsteller vermeldt ook altijd de wilsbekwaamheid.

### Wilsbekwaamheid
Om uit te kunnen gaan van de wil van een persoon bij het sluiten van een overeenkomst, moet deze persoon in staat zijn vrij de eigen wil te kunnen bepalen. Er mag bijvoorbeeld geen sprake zijn van een geestelijke beperking of dementie. Deze toestand wordt wilsbekwaamheid genoemd.

## Wilsverklaring betreffende gezondheidszorg
Voor medisch handelen is in Nederland altijd uitdrukkelijke toestemming nodig van de patiënt (art. 7:450 lid 1 Burgerlijk Wetboek). Voor kinderen tot 16 jaar moet toestemming worden gegeven door de ouders of voogd. Voor de manier van behandeling in de gezondheidszorg beschrijft een wilsverklaring, ook wel levenswilsverklaring genoemd, de wensen van een persoon die wilsbekwaam is, voor de manier van handelen door een arts of andere medisch hulpverlener voor het geval die persoon niet (meer) aanspreekbaar is, of bijvoorbeeld dement is, de persoon is dan juridisch wilsonbekwaam. Veel mensen in Nederland hebben een vrij duidelijke opvattingen en wensen over het levenseinde, maar het kost moeite deze op papier te zetten.
Het is niet noodzakelijk of verplicht een wilsverklaring omtrent de gezondheidszorg door een notaris te laten opstellen, de koepelorganisatie van artsen in Nederland, KNMG en de Nederlandse Vereniging voor een Vrijwillige Levenseinde (NVVE) raden daarvan af. Maar het moet wel duidelijk zijn dat de wilsverklaring is opgemaakt door degene wiens naam er onder staat en dat degene die de wilsverklaring schrijft dat bij zijn volle verstand deed en zonder beïnvloeding door derden. De wensen moeten met de huisarts worden besproken. Deze neemt ze op in het medisch dossier, waartoe iedere medische zorgverlener snel toegang kan krijgen. De huisarts en de notaris toetsen of de persoon wils(on)bekwaam is op het moment dat de wensen kenbaar worden gemaakt. De wilsverklaring mag getypt of geschreven zijn, het moet op papier staan, gedateerd, bij meerdere pagina's doorgenummerd en persoonlijk ondertekend zijn. Belangrijk is de wensen zo duidelijk mogelijk te omschrijven in de eigen woorde en een aanwijzing te geven voor het geval de wilsverklaring niet duidelijk is. Bijvoorbeeld dat dan de wens is dat de behandelend arts naar beste eer en geweten beslist, eventueel na overleg met de huisarts of andere aangewezen persoon.
Het document kan ook worden opgenomen in een levenstestament, als bijlage want de volmachten in een levenstestament moeten aan allerlei instanties of personen worden getoond die niets te maken hebben met wensen omtrent gezondheidszorg. Nadeel van opname van de wilsverklaring in een levenstestament is dat dit door de notaris wordt bewaard en niet gezien wordt door medisch behandelaars als niemand hen er op wijst.
Een medische wilsverklaring moet bekend zijn bij de huisarts of behandelend arts. De KNMG geeft als kritiek op de modellen die de notaris gebruikt, dat de standaardteksten onvoldoende duidelijk zijn voor een arts om op basis daarvan te kunnen beslissen. Ook ontbreekt het de notaris aan kennis om te kunnen adviseren wat men van een arts mag verwachten. Het advies is wensen omtrent medische behandeling en zorg met de huisarts te bespreken, niet met de notaris.

### Behandelverbod, euthanasieverklaring
Als de wilsverklaring beschrijft dat iemand niet wil blijven leven in bepaalde omstandigheden, dan wordt het ook wel een 'euthanasieverklaring' genoemd. Vrijwillige euthanasie is in Nederland onder strikte voorwaarden en omstandigheden mogelijk, geregeld in de Euthanasiewet, zo moet sprake zijn van 'ondraaglijk en uitzichtloos lijden'. De Nederlandse Vereniging voor een Vrijwillig Levenseinde (NVVE) adviseert haar leden de wilsverklaring niet alleen met de notaris, maar in ieder geval ook met de huisarts te bespreken.
Men kan ook sterven zonder actief ingrijpen van een arts, bijvoorbeeld door bekend te maken dat men onder bepaalde omstandigheden niet verder behandeld wil worden, een behandelverbod, of door bewust te stoppen met eten en drinken, dit heet 'versterving'. Een wilsverklaring is dus niet gelijk te stellen aan een euthanasieverklaring maar veel mensen weten dat niet, daaronder notarissen.
Een wilsverklaring kan ook bevatten dat iemand zo lang mogelijk wil blijven leven, ook als die persoon daar zelf niets meer van merkt. Een behandeling  die vanuit medisch opzicht zinloos is, kan echter niet worden afgedwongen.
Als de verklaring ook wordt geschreven voor de situatie van dementie, is verstandig er in op te nemen hoe men wil dat een arts handelt als de wilsverklaring een wens tot levensbeëindiging bij zware dementie bevat, maar de persoon, eenmaal dement geworden, aangeeft in leven te willen blijven.

### Inhoud medische wilsverklaring
In een medische wilsverklaring kunnen algemene richtlijnen worden gegeven voor de gewenste manier van werken, bijvoorbeeld vanuit een holistische benadering, zoveel mogelijk gebruik te maken van natuurlijke geneesmiddelen of een behandeling gericht op het zoveel mogelijk behouden van kwaliteit van leven. Er kunnen individuele doelen, behoeften, grenzen en wensen worden opgenomen zoals zorg in het eigen huis, ook als daar medisch gezien een mindere kwaliteit van zorg kan worden geleverd. Ook kan geschreven of een bepaalde persoon aanspreekpersoon is, of juist niet (volmacht).
Vage en algemene formuleringen in wilsverklaringen geven artsen ruimte om naar hun eigen medische opvattingen te handelen. Zaken die meer specifiek in de medische wilsverklaring kunnen staan beschrijven bijvoorbeeld wat te doen:
- Bij coma, als dit kort of lang duurt, en met zelfstandig kunnen ademhalen of niet.
- Bij dementie, in lichte of ernstige mate.
- Met het gebruik van morfine.
- Of er gereanimeerd kan worden of niet
- Of sedatie toegepast mag worden.
- Of er gehandeld moet worden of juist niet (behandelverbod)

De handelwijze kan onderverdeeld worden in:
- Zo veel mogelijk medisch ingegrijpen.
- Wanneer er bepaalde complicaties optreden, dan niet meer ingrijpen.
- Actief de apparatuur weghalen bij een bepaalde situatie.
- Actief euthanasie toepassen.

De artsen zullen de wilsverklaring respecteren, maar hebben niet altijd de mogelijkheid om alles zo uit te voeren. De wilsverklaring gaat ook alleen op, wanneer iemand ernstig ziek is en zich niet meer kan uiten.

### Wilsverklaring actualiseren
De meeste mensen die gezond zijn schrikken terug voor ernstige ziekten. Sommige mensen denken dat zij liever niet meer willen leven bij bepaalde ziekten of wanneer ze niet meer zelfstandig kunnen zijn. In de praktijk blijkt soms dat wanneer iemand die ziekte eenmaal heeft, of een bepaalde toestand is ingetreden, er toch mee te leven is of men er toch mee wil leven. Het is dan zaak de wilsverklaring aan te passen aan de nieuwe situatie.